# Geschiedenis van de spoorwegen in Frankrijk
De geschiedenis van de Franse spoorwegen begint in de eerste decennia van de 19e eeuw met de eerste vergunning voor een spoorlijn in 1823. De eerste spoorlijn op het Europese vasteland werd in 1827 geopend tussen Saint-Étienne en de rivier de Loire, met paardentractie. De centrale overheid heeft altijd een grote rol gehad in de aanleg en het beheer van het hoofdspoornet. Daarnaast is er in Frankrijk een groot secundair spoornet op smalspoor aangelegd. Meestal werd het initiatief genomen door de departementen die tevens de vergunningen verleenden. De lokale spoornetten werden geëxploiteerd door privé-bedrijven.

## Vroegste periode

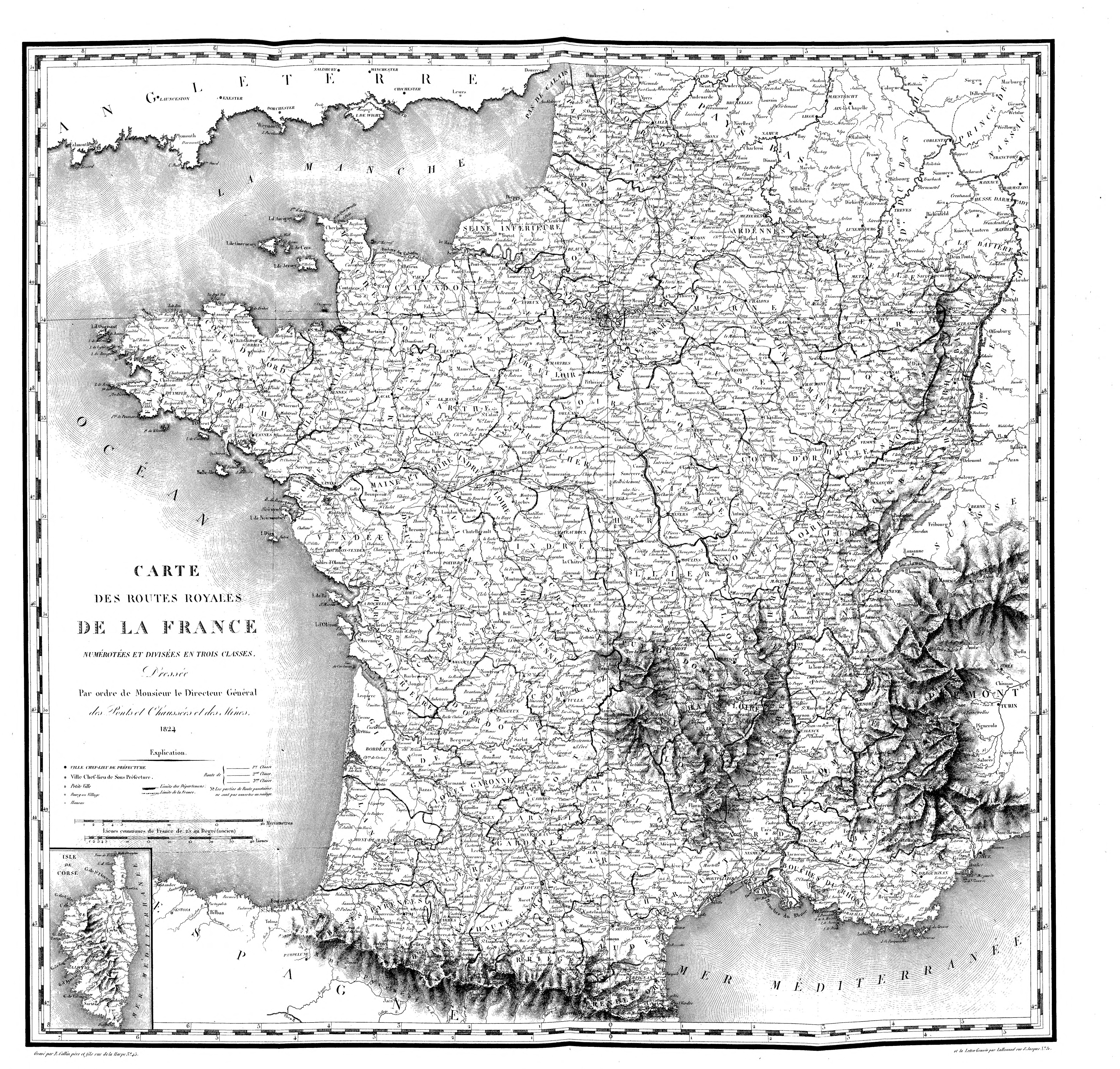
De Koninklijke wegen in 1824

Voor de komst van de spoorwegen in Frankrijk verzorgden diligences en postkoetsen het 'snelle' vervoer. Vanaf de jaren 1780 haalden diligences een gemiddelde snelheid van een dravend paard (ongeveer 10 à 11 kilometer per uur). Postkoetsen gingen in het midden van de 19e eeuw bijna net zo snel als een galopperend paard (16 à 18 km/h).
Waar de spoorwegen zich aan het begin van de 19e eeuw in Groot-Brittannië, Duitsland, België of Zwitserland eerder of sneller ontwikkelden, liep Frankrijk vertraging op vanwege de napoleontische oorlogen. De wederopbouw slokte grote investeringen op, geld dat ze bij het oprichten van de eerste lijnen tekort kwamen. Die eerste lijnen waren kort en bedoeld om steden die dichtbij elkaar liggen te verbinden of mijn- en industriestadjes toegang tot een waterweg te geven. Bovendien beschikte Frankrijk over een goed ontwikkeld wegennet (koninklijke en departementale wegen) en vooral over een veel gebruikt kanalennet voor de binnenvaart. De Fransen waren nog niet klaar voor deze andere vorm van vervoer. Zo definieerde de Ingénieur des ponts et chaussées, de vroegere staatsingenieurorganisatie, spoorwegen in de jaren 1840 als 'droge kanalen', eenvoudige aanvullingen op de waterkanalen.
De ontwikkeling van de eerste spoorlijnen (een gecentraliseerd spoornet van lijnen die Parijs met steden eromheen verbond) waar de treinen 35 km/h konden rijden, opende een grote nationale markt voor landbouwproducten uit voorheen afgesloten productiegebieden. Tot dan toe was hun afzetmarkt beperkt doordat het te lang duurde hun bederfelijke waren te vervoeren.

## Begin van het spoornet

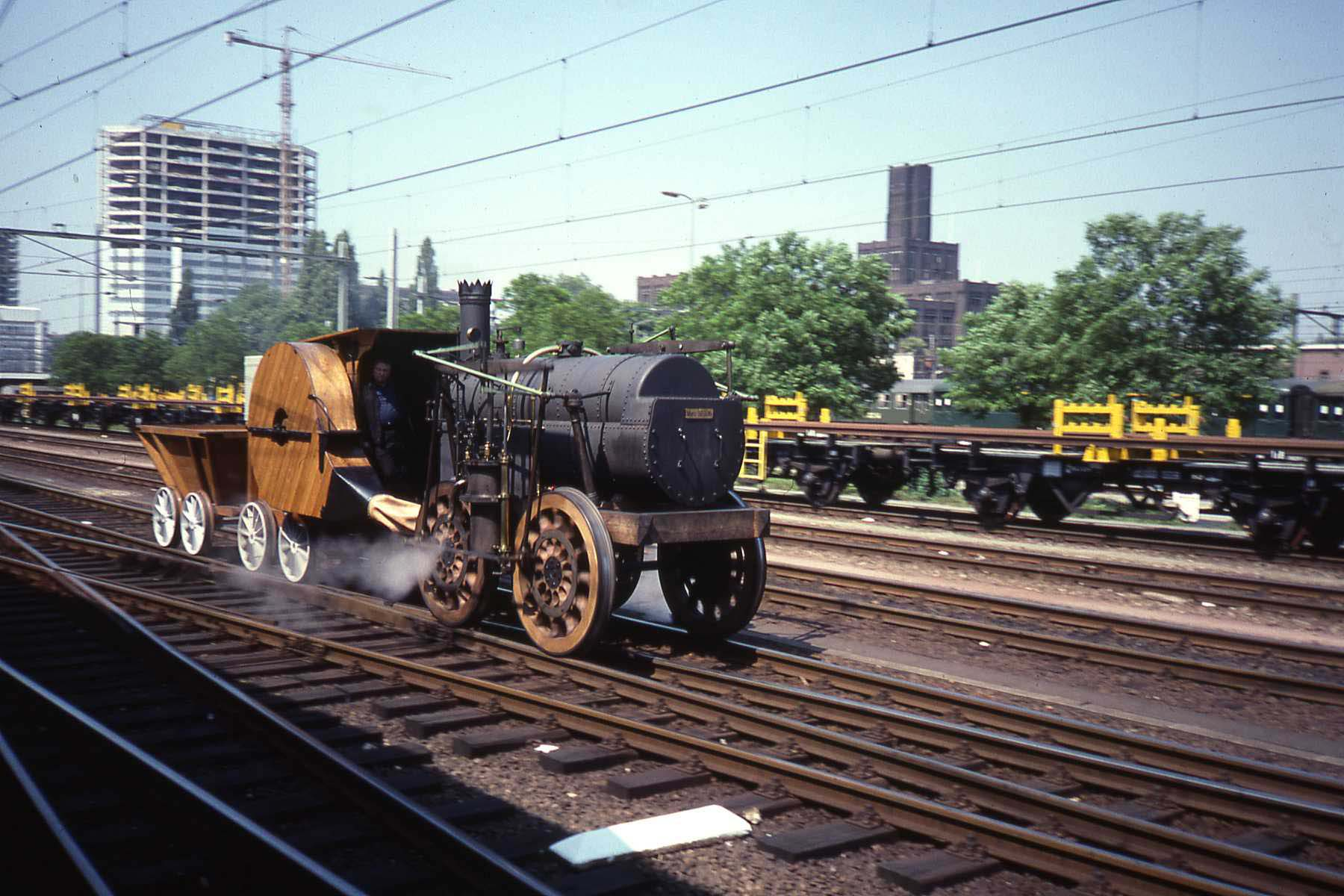
Een replica van de eerste Franse stoomlocomotief 'Marc Seguin' in Utrecht tijdens de 150 jaar viering van de Nederlandse spoorwegen

- 1814, de ingenieur en het hoofd van de mijnen Pierre Michel Moisson-Desroches stuurt Napoleon een rapport met als titel: Over de mogelijkheid de afstanden kleiner te maken door het rijk te doorkruisen met 7 grote spoorwegen. Hierin komen de zeven spoorwegen samen in Parijs. In 1838 wordt dit idee overgenomen door Baptiste Alexis Victor Legrand.
- 26 februari 1823, eerste vergunning voor een spoorweg in Frankrijk op besluit van koning Lodewijk XVIII. Het gaat om de spoorlijn van Saint-Étienne naar Andrézieux, 23 km. De vergunning wordt voor onbepaalde tijd aan Beaunier en De Gallois gegeven voor het transport van steenkool. De opening is op 30 juni 1827. Daarmee is het de eerste spoorlijn op het Europese continent. De wagons worden getrokken door paarden.
- 7 juni 1826, vergunning voor de lijn van Saint-Étienne naar Lyon, over 58 km, aan de broers Seguin. De lijn wordt tussen 1830 en 1832 geopend. Deze lijn gaat de concurrentie aan met het kanaal van Givors naar Rive-de-Gier dat erg succesvol is sinds de opening in 1780. Maar doordat dit kanaal slecht wordt beheerd, is het voor de spoorweg eenvoudig het monopolie te krijgen. In 1831 is dit de eerste lijn voor betalende reizigers.
- 27 augustus 1828, de concessie van de lijn van Andrézieux naar Roanne, over 67 km, de lijn wordt geopend tussen 1832 en 1833. Maar eerst eindigt de lijn niet in Roanne omdat de gemeenteraad weigert grond af te staan. Het eindstation is Le Coteau, aan de andere oever van de Loire en de lijn doet de haven van de Varennes aan. Daar kan op een pier de steenkool worden uitgeladen uit de boten die de Loire afvaren en later het kanaal van Roanne naar Digoin. Dat kanaal wordt op dat moment aangelegd en in 1838 geopend. Eind 1858 wordt de Loire overgestoken door een spoorbrug, om de lijn aan te sluiten op spoorlijn Montargis - Nevers - Roanne, bijgenaamd 'de Bourbonnais' van de Compagnie du chemin de fer Grand-Central de France. Tussen Balbigny en Le Coteau volgt die eerste lijn een ander traject dan tegenwoordig. De resten daarvan zijn nog goed zichtbaar: greppels en ophogingen worden tegenwoordig gebruikt als weggetjes. Ook staat er het oudste nog bestaande spoorgebouw van Frankrijk, met de vaste stoommachine van Biesse (Saint-Marcel-de-Félines, Loire) die in 1832 werd gebouwd voor vervoer over een helling, de eerste stoommachine op het Europese continent. De stoommachine staat op de lijst om historisch monument te worden.
- 7 april 1830, vergunning verleend voor onbepaalde tijd voor de spoorweg van Épinac naar Pont d'Ouche aan de Compagnie des houillères et du chemin de fer d'Épinac. Dit is een industriële spoorweg van 28 km, aangelegd door Samuel Blum, voor het vervoer vanaf de kolenmijn van Épinac naar het Bourgondisch Kanaal. In het begin door dieren voortgetrokken en met hellingen. Na een aantal problemen neemt de staat de spoorweg over en vertrouwt het vervolgens aan de Compagnie des chemins de fer de Paris à Lyon et à la Méditerranée (PLM) toe.

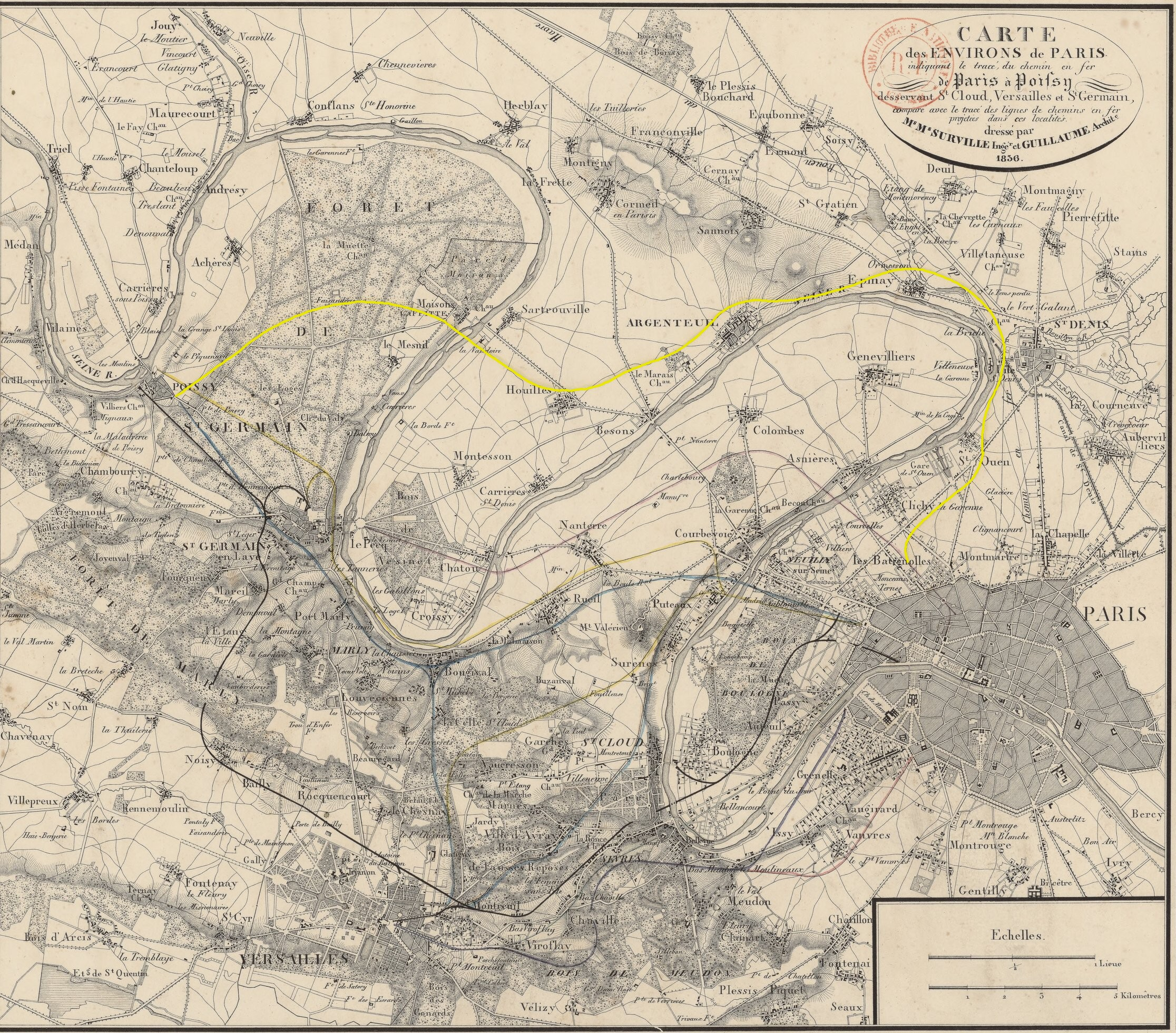
Eerste spoorlijn rond Parijs in 1837 in het zwart getekend. De latere RER A heeft een andere route (paars)

- 24 augustus 1837, ingebruikname van de lijn Parijs- Saint-Germain-en-Laye. Dit is de eerste lijn in Frankrijk alleen voor personenvervoer en met stoomlocomotieven. De vergunning wordt op 9 juli 1835 afgegeven, de lijn is 18 km lang en de reis duurt 25 minuten (het traject loopt van Parijs naar Le Pecq, op de rechteroever van de Seine, aan de kant van het bos van Vésinet, voor dat wordt gekapt). De lijn wordt aangelegd door ingenieur Eugène Flachat op initiatief van de gebroeders Pereire. De houten brug over de Seine kan geen spoorlijn dragen. Het laatste stuk van de reis naar Saint-Germain-en-Laye gaat per postkoets. Nadat de lijn is verlegd en er een brug is gebouwd, wordt de verlengde lijn naar Saint-Germain-en-Laye op 17 april 1847 in gebruik genomen.
- Op 15 december 1837, vergunning voor de spoorlijn van Bordeaux naar La Teste (in de buurt van Arcachon) afgegeven aan de gelijknamige maatschappij. Ingenieur Fortuné de Vergès deze maatschappij in 1838 op, op basis van een plan uit 1835 van de notaris Louis Godinet. De lijn opent in 1841. In 1853 geeft de staat de lijn, die grote financiële problemen heeft, aan de Compagnie du Midi van de broers Péreire.
- 21 oktober 1838, feestelijke opening van de lijn Abscon - Saint-Waast Là-Haut (Bij Anzin, voorstadsgemeente van Valenciennes). 24 oktober 1838 wordt er een vergunning voor onbepaalde tijd afgegeven. Het is een industriële spoorlijn van 15 km die tot aan zijn nationalisatie in 1945 wordt geëxploiteerd door de Compagnie des mines d'Anzin. Behalve voor kolentransport wordt deze lijn ook gebruikt voor reizigers. Deze spoorlijn werd later uitgebreid tot in Péruwelz, België. Zie spoorlijn Somain - Vieux-Condé.

1838, Baptiste Alexis Victor Legrand tekent het net van grote lijnen in stervorm uit, met Parijs als centrum, dat bekend staat als 'de ster van Legrand'. Het lijkt op het wegennet uit de 18e eeuw en heeft grote invloed op de economische en sociale geografie van Frankrijk. Legrand neemt de belangrijkste ideeën over uit de tekst van Pierre Michel Moisson-Desroches.
- 9 juni 1839, de feestelijke opening van de lijn Montpellier naar Sète (vroeger Cette).
- 15 juni 1839, de feestelijke opening van de lijn Nîmes-Beaucaire, aangelegd door de Compagnie des Mines de la Grand'Combe et des chemins de fer du Gard.
- 2 augustus 1839, de feestelijke opening van de lijn Parijs-Versailles door de hertog van Orléans. De vergunning voor de lijn werd op 9 juli 1836 afgegeven.
- Op 1 september 1839 wordt de lijn Mulhouse naar Thann, bedacht door Nicolas Koechlin, in gebruik genomen door de Compagnie du chemin de fer de Mulhouse à Thann.
- Op 17 september 1840 ingebruikname van de lijn Parijs-Corbeil, 30,25 km lang door de Compagnie du chemin de fer de Paris à Orléans. De lijn begint bij het station Paris-Austerlitz en volgt de linkeroever van de Seine. De belangrijkste reden voor de aanleg zijn de talloze molens en graanmagazijnen langs de Essonne in Corbeil. De lijn van Parijs naar Corbeil verbindt het station Austerlitz met de pier van Corbeil en stopt op zes tussengelegen stations: Choisy-le-Roi, Ablon, Mons, Viry, Ris en Evry.
- 1841, de feestelijke opening van het eerste deel van de lijn van Strasbourg-Ville naar Saint-Louis, tussen Koenigshoffen en Saint-Louis, 134 km lang. Dit is de eerste internationale spoorlijn in Europa, gebouwd en geëxploiteerd door Nicolas Koechlin voor de Compagnie du chemin de fer de Strasbourg à Bâle.
- 8 mei 1842, ongeluk bij Meudon, de eerste treinramp in Frankrijk.
- 11 juni 1842, het 'handvest' voor de spoorwegen: de wet over het aanleggen van grote spoorwegen die het beheer van het Franse spoor vastlegt. De wet is een eerste model voor publiek-private samenwerking. De staat is eigenaar van de grond waar de trajecten op komen en financiert de aanleg van de infrastructuur (bouwkundige kunstwerken en gebouwen). Het gebruik wordt afgestaan aan compagnieën die de spoorlijnen aanleggen, in het materieel investeren en een monopolie hebben op het exploiteren van de lijnen.
- 1 augustus 1842, het eerste postrijtuig op de lijn van Straatsburg naar Basel.
- 6 november 1842, eerste aansluiting op het spoornet van een buurland, tussen Tourcoing en Moeskroen (België): de Ligne de Fives à Mouscron (grens) (in België lijn 75)
- 1842-1845: aansluiting van Nîmes op Montpellier (waardoor de 'ster' Sète-Beaucaire-La Grand' Combe ontstaat). Bij deze gelegenheid worden de neo-klassieke stations van Nîmes en Montpellier gebouwd, waarvan de monumentale voorgevels nog steeds overeind staan.

Op 11 juni 1842 wordt een wet aangenomen voor bouw van een landelijk spoornet, op basis van de 'ster van Legrand'. Vanuit Parijs worden hoofdspoorlijnen voorzien naar:
- België via Lille en Valenciennes
- Groot-Brittannië via nader te bepalen havens
- Duitsland via Nancy en Straatsburg
- Naar de Middellandse Zee (eindbestemmingen Marseille en Sète) via Lyon
- Spanje via Tours, Poitiers, Angoulême, Bordeaux en Bayonne
- Atlantische kust via Tours en Nantes
- Naar het centrum van Frankrijk via Bourges

Met twee transversale verbindingen:
- Van de Middellandse Zee naar de Rijn via Lyon, Dijon en Mulhouse
- Van de Atlantische kust naar de Middellandse Zee via Bordeaux, Toulouse en Marseille

De gemeenten moesten grond beschikbaar stellen en de staat zou de spoorwegen aanbouwen. De expliotatie wordt uitgevoerd door de spoormaatschappijen met langdurige concessies met hoofdzakelijk privaatkapitaal. Naar aanleiding van de wet vroegen veel maatschappijen concessies aan. De eerste spoorlijnen zijn:
- 1846: Van Parijs naar Lille en Vallenciennes (Compagnie des chemins de fer du Nord)
- mei 1848: van Amiens naar Boulogne
- maart 1849: van Compiègne naar Noyon
- juli 1849: van Parijs naar Straatsburg
- augustus 1849: van Tours naar Angers

In 1847 was er een beurscrash waarbij veel ondergekapitaliseerde spoorbedrijven onder curatele werden gesteld. Veel kleinere maatschappijen werden samengevoegd. In tegenstelling tot in Groot-Brittannië was er geen concurrentie tussen de spoormaatschappijen op hun verbindingen. Vanuit de hoofdassen werden zijlijnen gerealiseerd om hun gebied te bedienen. Wel waren conflicten over welke route de Parijs - Lyon aangelegd moest worden. Via Dijon (Compagnie du chemin de fer de Paris à Lyon) of via Bourges en Roanne (Compagnie du chemin de fer Grand-Central de France). Door de schaalvergroting werden spoormaatschappijen rendabeler en hadden meer mogelijkheden.
Een verordening van 1846 bepaald dat elke reiziger recht heeft op een (zit)plaats met de minimale afmetingen van 45 cm breedte, 65 cm in diepte en 145 cm in hoogte.

## Grote spoorwegmaatschappijen

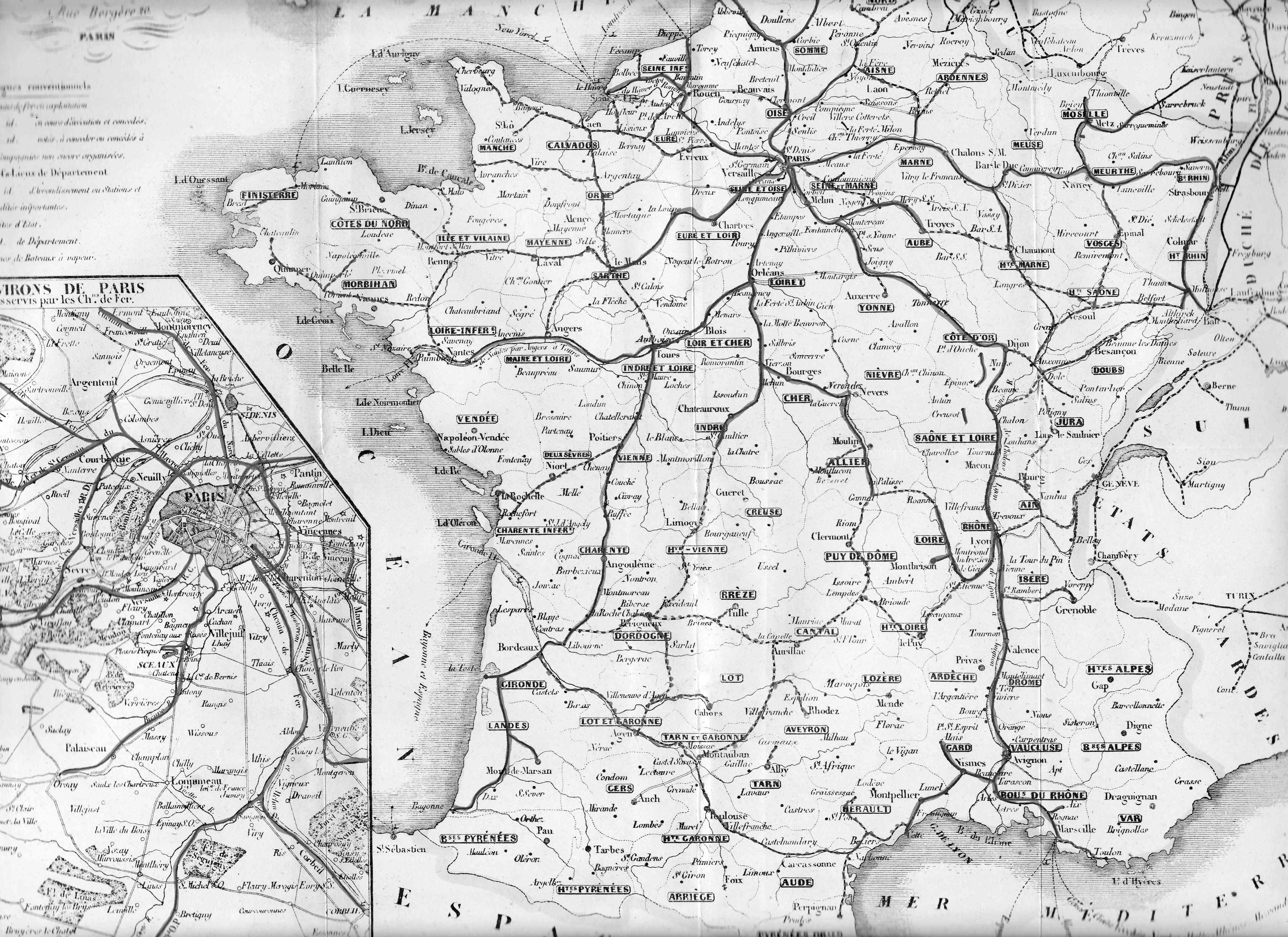
Franse spoornet in 1855, stippellijn is in aanbouw

Franse spoornet in 1856

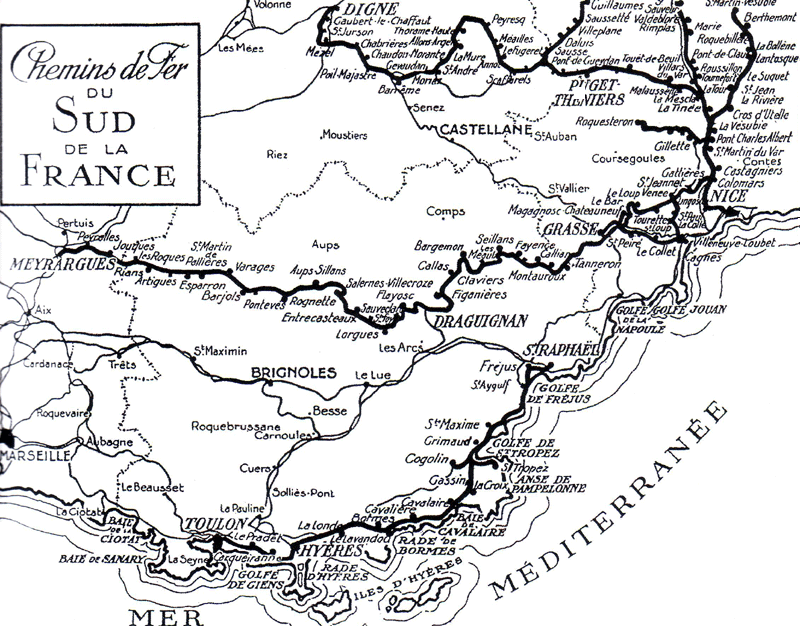
Lokale spoornet van Chemins de fer du Sud

In de jaren 1850 wenste de Franse staat de grote langdurige spoorconcessies over een homogeen gebied te geven aan privémaatschappijen. Als tegenprestatie wenste de staat meer invloed en de aanleg van nieuwe spoorlijnen ter ontsluiting van de regio's. In die jaren vonden talrijke fusies plaats. Er werd kortstondig (van 1853 tot 1857.) de 'Compagnie du chemin de fer Grand-Central de France' opgericht die spoorlijnen in het centrum van Frankrijk overnam. De maatschappij kwam in 1857 de financiële problemen en werd opgedoekt. De spoorlijnen van de maatschappij werden overgenomen door de andere grote spoormaatschappijen. In 1859 werden spoorovereenkomsten tussen de staat en de compagnieën gesloten om het spoornet te reorganiseren. Op een initiatief van de hertog van Morny worden de lijnen waarvoor een vergunning was afgegeven verdeeld over zes grote spoorwegmaatschappijen. (Compagnie de Paris-Lyon-Méditerranée, Compagnie d'Orléans, Compagnie des Chemins de fer du Midi, Compagnie du Nord, Compagnie de l'Est, Compagnie de l'Ouest)
In 1871 wordt Elzas-Lotharingen door Duitsland geannexeerd. De spoorlijnen van de Compagnie des chemins de fer de l'Est in dit gebied komen onder Duits beheer onder de Direction générale impériale des chemins de fer d'Alsace-Lorraine, in het Duits: Kaiserliche Generaldirektion der Eisenbahnen in Elsaß-Lothringen. Een Duitse staatsmaatschappij, die tevens de spoorlijnen in Luxemburg exploiteerde. (Het oorspronkelijk Luxemburgs spoornet werd al door de chemins de fer de l'Est geëxploiteerd) De Duitsers voerden het rechts rijden in samen met hun seinwezen. Bij de hereniging in 1919 weigerde de Franse spoormaatschappij de spoorlijnen terug te nemen, daar die te veel afweken van de Franse spoornormen. Voor de exploitatie hiervan werd het Franse staatsbedrijf Administration des chemins de fer d'Alsace et de Lorraine opgericht.
- 1878, de nationalisering van het spoorwegennet van Charente (begin van het staatsnet)
- 17 juli 1879, de wet naar het voorstel van Charles de Freycinet. Hierin staat een plan om het privé-spoornet uit te breiden van ongeveer 29.600 km (waarvan 21.300 km werd geëxploiteerd) naar 38.300 km. Het idee was om er 8800 kilometer aan lijnen die nog moesten worden aangelegd aan toe te voegen. Daar horen ook 2500 km regionale lijnen bij waarvoor al een vergunning was afgegeven. Het doel van dit plan is om alle hoofdplaatsen van departementen een station te geven. Tevens worden veel doorverbindingen gecreëerd zodat van vrijwel alle grote knooppunten naar alle richtingen gereden kon worden, zonder dat bijvoorbeeld alles via Parijs moet. Dit was ook van groot strategisch militair belang. Bij de oorlogsvoering was de rol van de spoorwegen zeer belangrijk geworden. Het plan Freycinet is in 1914 bijna bereikt. Onder het beheer van de departementen werden veel lokale spoorwegen/tramwegen aangelegd. Deze lokale tram en spoornetten werden meestal metersporig aangelegd om kosten te besparen. Een voorbeelden hiervan zijn de Compagnie des chemins de fer du Sud de la France, later de Chemins de fer de Provence of de Chemins de fer départementaux des Ardennes.
- 1890/1891: De wettelijke verplichting om reizigerscompartimenten te verwarmen wordt ingevoerd. In eerste instantie worden de compartimenten met warmwaterkruiken verwarmd.[4]
- 20 november 1883, de wet waarin de afspraken met de zes grote spoormaatschappijen worden bekrachtigd.

De verhoudingen tussen de staat en de spoormaatschappijen zijn gecompliceerd. De staat geeft de vergunning af en schrijft het traject en de voorwaarden voor. Concreet gezegd zijn het de ingenieurs van de Ponts et Chaussées (de Franse Rijkswaterstaat) die deze macht hebben. Tegelijkertijd kan de Staat, voor ze rentegarantie geven op de nieuw geïnvesteerde kapitalen, subsidies toekennen. Dit systeem wordt algemeen toegepast vanaf het Tweede Franse Keizerrijk, het moment waarop de overheid de aanleg eist van steeds minder rendabele spoorlijnen. Tijdens de tweede helft van de 19e eeuw worden de winstmarges voor de maatschappijen steeds kleiner. Daardoor wordt de meest kwetsbare spoormaatschappij, la Compagnie de l'Ouest, structureel verliesgevend: in 1908 wordt deze maatschappij genationaliseerd. Door de rentegarantie wordt het staatstoezicht op de privé-maatschappijen groter. De overheid controleert continu de rekeningen van de maatschappijen.
In 1866 is het gemiddelde tarief voor een derdeklasreiziger 0,055 franc per kilometer.

### Voorstadspoornet van Parijs

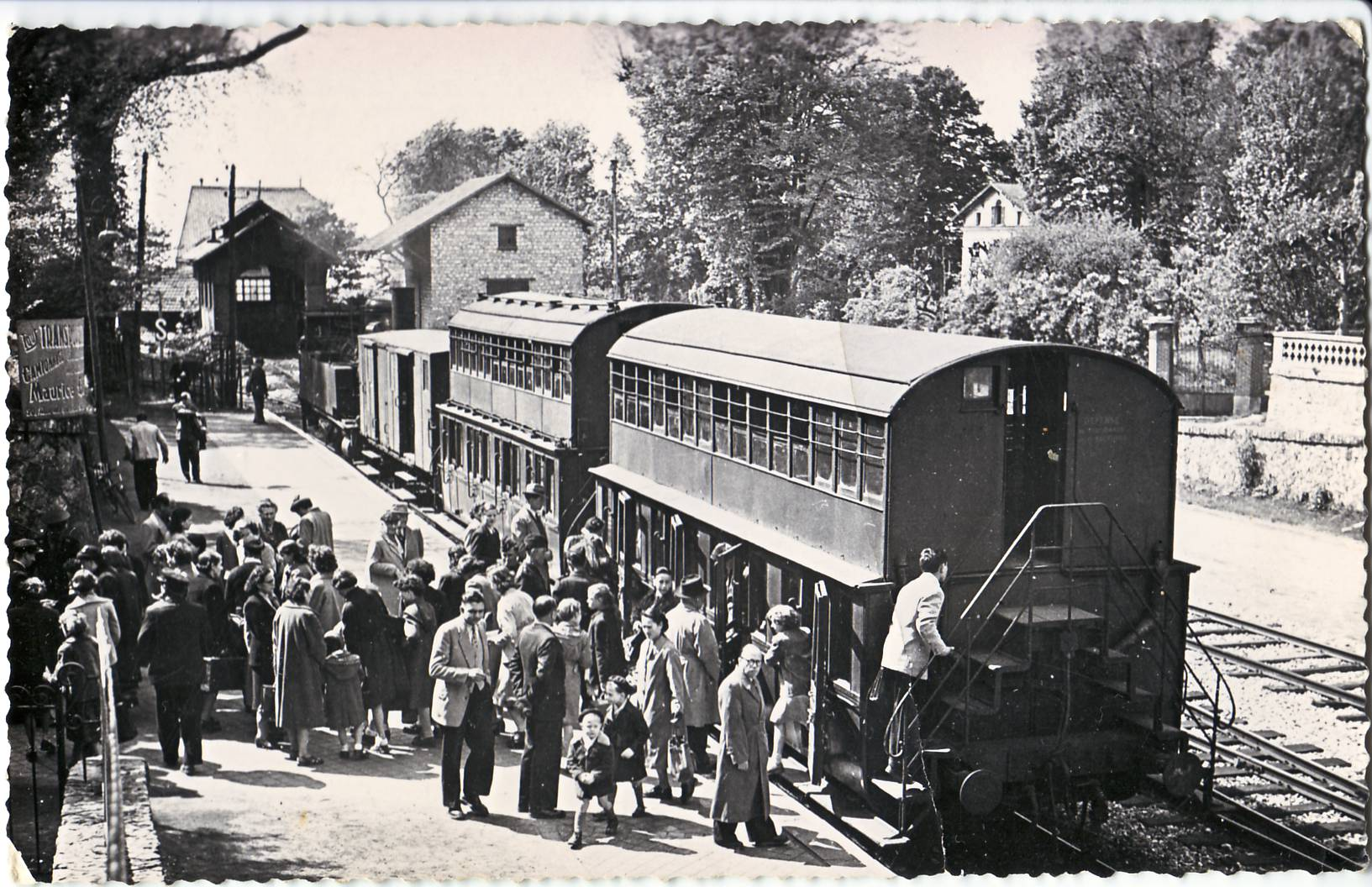
Dubbeldekrijtuigen met stoomtractie rondom Parijs in jaren 1950s

Oorspronkelijk waren de spoorlijnen rondom Parijs hoofdzakelijk bedoeld voor het langeafstandsverkeer. Alle grote spoormaatschappijen hadden hun eigen grote kopstations, behalve de 'Compagnie des chemins de fer du Midi'. In de wijzerzin: Gare du Nord (1846, Nord), Gare de l'Est (1849, l'Est), Bastille (1859 voorstadslijn van de l'Est), Gare de Lyon (1855, PLM), Austerlitz (1840, PO), in 1900 verlengd tot Gare d'Orsay, Montparnasse (1840, l'Ouest), Denfert-Rochereau (1840, Voorstadslijn PO, later RER B) verlengd tot Luxembourg in 1895, Invalides (1900, voorstadslijn l'Ouest) en Saint-Lazare (1837, l'Ouest). Door de groeiende urbanisatie rondom Parijs aan het eind van de negentiende eeuw begonnen veel reizigers de spoorwegen te gebruiken voor het lokaal woon-werkverkeer. Er werden voorstadstreinen (banlieu) ingezet en er werden nieuwe zijlijnen aangelegd om de voorstad te bedienen. De spoorinfrastructuur was onvoldoende en de meeste hoofdlijnen kregen viersporige baanvakken om de voorstadstreinen te scheiden van het langeafstandsvervoer. Voorbeelden:
- 1884: Gare de Lyon - Villeneuve-Saint-Georges: (viersporig, later zessporig)
- 1903: Montparnasse - Clamart, daarna tot La Verrière
- 1904: Viersporig van Austerlitz tot Juvisy, 1909 tot Brétigny en in 1910 tot Étampes.
- Op 15 april 1905: wordt het viersporig traject Paris-Nord - Survilliers geopend.

Daarnaast had de ringlijn Petite Ceinture binnen de Parijse stadsmuren een intensief personenverkeer tegen het einde van de negentiende eeuw. Rondom Parijs werden dubbeldeks 'Bidet'-rijtuigen gebruikt, waarbij de toegang tot het bovendek langs een buitentrap plaatsvond.

## Eerste Wereldoorlog
Op 1 augustus 1914 wordt de algemene mobilisatie aangekondigd om het Franse leger in gereedheid te brengen.(De oorlog tussen Frankrijk en Duitsland wordt verklaard op 3 augustus) Dat proces duurde 17 dagen, van 2 tot 18 augustus 1914. Hierbij werden drie miljoen mannen opgeroepen, verzameld, gewapend en naar het front met materieel gestuurd. Dit liep volgens een vooropgezet plan waarbij de spoorwegen een essentiële rol vervulden. De militaire overheid verordende treinmaterieel en personeel op voor de treinen naar het front.
Tijdens de oorlog bevoorraadde het leger aan het front en werden nieuwe spoorlijnen aangelegd. De oorspronkelijke spoorlijnen in de frontlinie waren verwoest. Er werden zware 400 mm kanonnen gemonteerd op een spoorvoertuig ingezet. Die kanonnen hadden een groot bereik.

## Tussen de twee wereldoorlogen
- 1921, Nieuwe spoorwegconventie. Hierbij worden alle Franse spoorwegmaatschappijen (Privé en staat) onder een toezichtraad en centrale directie gebracht en verliezen de maatschappijen grotendeels hun onafhankelijkheid. Tevens komt er een centrale kas waarbij de verliezen bij sommige maatschappijen worden gecompenseerd worden door winsten bij andere maatschappijen. Om de evenwichten te bewaren worden de tarieven per maatschappij aangepast. Feitelijk een soort pre-nationalisatie.[9]
- 1933, herziening van de spoorovereenkomst van 1921.
- 1934, de regering van nationale eenheid onder Doumergue besluit om tijdelijk, met een bestuursrechtelijke maatregel die alle nieuwe activiteiten verbiedt, het betaalde personen- en goederentransport over (spoor)wegen en water in te perken. Bovendien worden de verplichtingen die aan de spoorwegmaatschappijen zijn opgelegd minder streng, door een aanhangsel uit 1933 bij de overeenkomst uit 1921. In ruil hiervoor komt er een strengere controle van hun bedrijfsvoering door de staat.

### Nationalisering
- 31 augustus 1937, decreet waarin de overeenkomst wordt goedgekeurd over de oprichting van de SNCF.[10]
- 1 januari 1938, de overeenkomst van 31 augustus 1937 wordt van kracht met als gevolg de oprichting van de SNCF. Die krijgt de status van een semioverheidsbedrijf waarin de staat de meerderheid bezit. De exploitatie van de Franse spoorwegen en de activa die daarbij horen (infrastructuur, stations, materieel, etc. met uitzondering van het privédomein van de vroegere maatschappijen) wordt overgedragen aan het nieuwe bedrijf. Pierre Guinard wordt benoemd tot de eerste president van de SNCF.
- 1937-1939, gereglementeerde afstemming: meer dan 10.000 km aan spoorlijnen worden in 1938 en 1939 voor reizigers gesloten.[11]

## Tweede Wereldoorlog

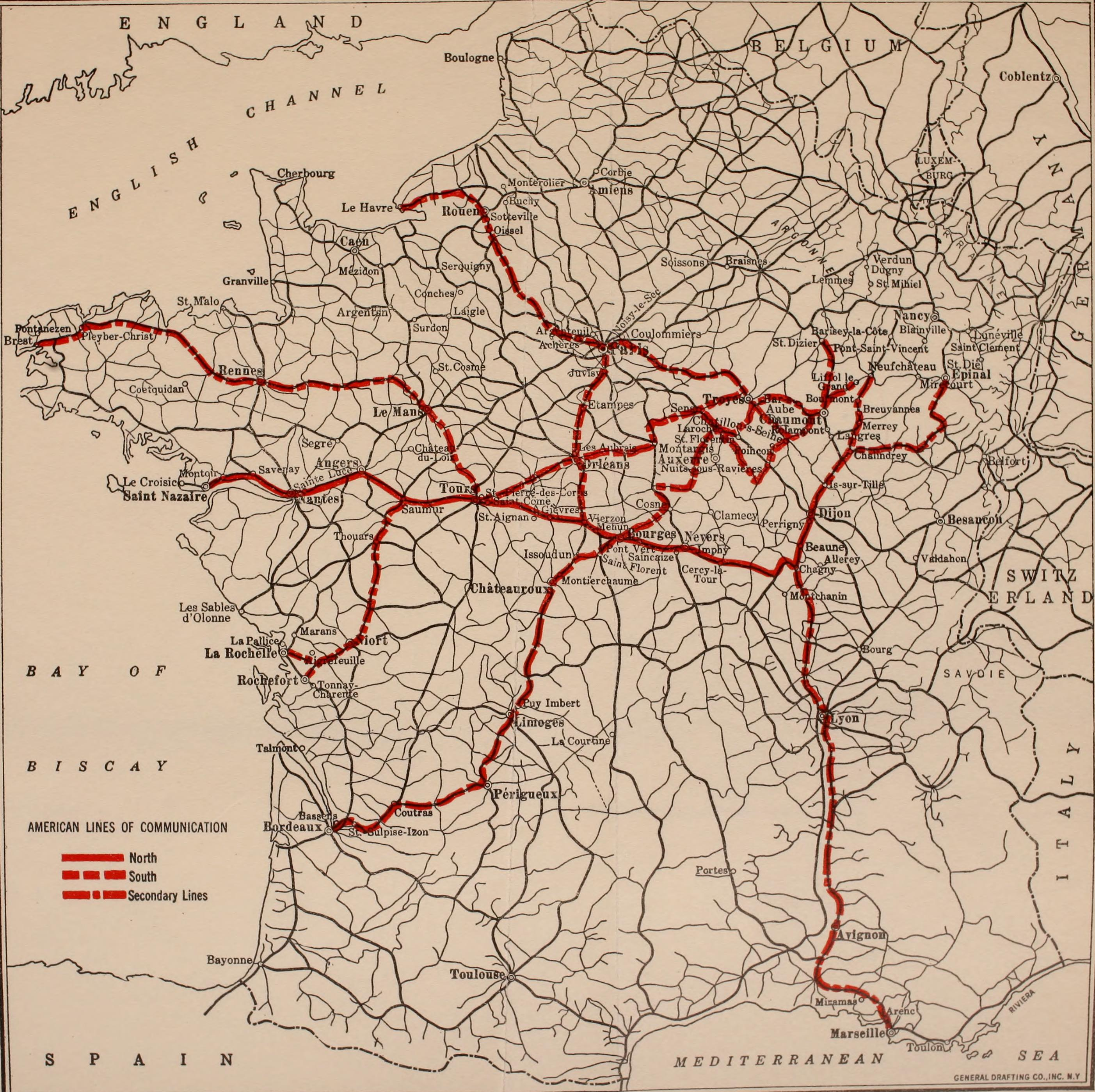
Amerikaanse militaire aanvoerlijnen

Nadat de capitulatie van Frankrijk in werking trad op 25 juni 1940 (zie Slag om Frankrijk):
- 1 juli 1940, de Deutsche Reichsbahn begint met de exploitatie van het spoornet Elzas-Lotharingen.
- Augustus 1940, de exploitatie van het spoorwegennet in bezet gebied, met uitzondering van Elzas-Lotharingen, wordt helemaal overgedragen aan de WVD (Wehrmacht Verkehrs Direktion) in Parijs. Om dit voor elkaar te krijgen, plaatsen de Duitsers op de belangrijke werkplaatsen en stations Duits personeel met de opdracht de medewerkers in de gaten te houden. In Brussel komt ook een WVD, waar een deel van Noord-Frankrijk ondervalt.
- 15 augustus 1940, toepassing van de Duitse tarieven op het spoornet Elzas-Lotharingen, dat nu daadwerkelijk is ingelijfd door de Reichsbahn.
- 11 september 1940, Pierre-Eugène Fournier, de voormalige president van de Banque de France, wordt benoemd tot president van de Bestuursraad van de SNCF.

Het Frans verzet pleegde veel sabotageacties en liet veel treinen ontsporen. Ook in Frankrijk werden treinen gebruikt om joden te deporteren naar Duitse concentratiekampen. Zowel door de Duitsers als door de Franse weerstand en bombardementen werd veel spoorinfrastructuur en spoormaterieel vernietigd tijdens de opmars van de geallieerden door Frankrijk.

## Na de oorlog
1946, er is een tekort aan leidinggevend personeel. Op aansporen van zijn adjunct-directeur-generaal Louis Armand start de SNCF een interne opleiding voor zijn werknemers, de EFG (École de Formation Générale de la SNCF). Hierin staat algemene ontwikkeling centraal. De oprichter is Jean Quinson en de opleiding vervangt de opleiding Spoorwegen van de École spéciale des Travaux publics.
- 5 juni 1946, De eerste autosnelweg wordt geopend in Frankrijk.[13] Het Franse wegennet gaat zich flink uitbreiden en de spoorwegen concurreren op alle gebieden (lokaal verkeer, langeafstandsverkeer, busdiensten).
- 5 juli 1949, de wet van 5 juli 1949 definieert de richtlijnen voor het afstemmen van vervoer, met name spoor- en wegvervoer. Deze wet wordt vervolgens aangepast door het decreet van 14 november 1949. De afstemming van het reizigersvervoer blijft gebaseerd op contingentering, waardoor het openbaar vervoer niet verandert terwijl de vraag snel stijgt.

De afstemming van het goederentransport bestaat uit het behouden van de contingentering van sommig betaald wegvervoer over lange afstand en een incomplete afstemming van tarieven, door gebrek aan betrouwbare informatie over de kostprijs van het wegtransport.
- 3 juni 1956, De derde klasse wordt afgeschaft.[14]
- 1969, vastleggen van de verhoudingen tussen de staat en de SNCF, een tweede golf sluitingen van spoorlijnen.
- 1969, ingebruikname van de 'regionale metro' tussen het Parijse metrostation Nation en Boissy-Saint-Léger, de toekomstige RER A.
- 1972: einde van de stoomtreinen in het reizigersvervoer.
- 24 september 1975, laatste commerciële verbinding (goederendienst) met een stoomlocomotief, de 140 C 287, tussen Troyes en Sainte-Colombe.
- 22 september 1981, de feestelijke opening van het eerste stuk van de hogesnelheidslijn Parijs-Lyon, tussen Saint-Florentin en Sathonay-Rillieux. De TGV verbond Parijs met Lyon in 2 uur en 40 minuten. De maximale snelheid op de lijn was 260 km/h, later verhoogd naar 270 en nog weer later naar 300 km/h.
- 12 januari 1993: Een nieuw verkoop- en reserveringssysteem, SOCRATE, wordt ingevoerd. Dit is op basis van yield-management met de individuele beprijzing voor alle langeafstand verbindingen. De klassieke kilometerafstandbeprijzing wordt losgelaten. Door de complexiteit en de lange wachttijden aan de loketten is de invoering een fiasco. SOCRATE wordt vervangen door het RESARAIL-systeem.[15][16][17]

## Hervormingen van het spoorwegsysteem vanaf 1983
- 1 januari 1983, bij het verlopen van de overeenkomst uit 1937 wordt het statuut van de SNCF aangepast. Het wordt een industrieel en commercieel overheidsbedrijf (Établissement public à caractère industriel et commercial), maar behoudt zijn acroniem. Deze maatregelen zijn onderdeel van de wet op het binnenlands vervoer van 30 december 1982.
- 1987, de afkorting TER (Transport express régional, regionaal vervoer) wordt in gebruik genomen. Ook is er voor het eerst een tariefovereenkomst voor het collectieve regionale vervoer.
- Eind 1987: beginfase van de splitsing van de afdelingen door het afschaffen van de functie van stationschef. Het principe van één baas, die verantwoordelijk is voor alle mensen die op een station werken, verdwijnt. De leidinggevenden zijn alleen verantwoordelijk voor hun eigen onderdeel:
  - de vroegere stationschefs krijgen als titel technicus vervoer en hebben alleen iets te zeggen over de transportafdeling.
  - De leidinggevende van andere afdelingen worden commercieel technicus reizigers, commercieel technicus vracht, administratief technicus, etc. , afhankelijk van hun afdeling.

Vanaf 1996, afronding van de splitsing van de afdelingen door de afschaffing van het begrip 'station' als werkeenheid. Daarvoor in de plaats komt 'Équipe': de chef daarvan krijgt als titel dirigeant d'Équipe, in 2001 veranderd in Dirigeant de proximité (DPX). Een DPX, die één station als uitvalsbasis heeft, heeft de leiding over meerdere stations binnen een regio; hij heeft dus alleen maar iets te zeggen over de leden van zijn team, die over verschillende stations zijn verdeeld. Elke onderdeel (infra, commercieel, etc.) wordt helemaal onafhankelijk van alle andere.
- 13 februari 1997, wet voor de oprichting van de Réseau ferré de France (het Franse spoornet) RFF. De RFF wordt eigenaar en beheerder van het Franse spoornet en neemt de bestaande schuld over. De SNCF wordt een spoorbedrijf maar blijft verantwoordelijk voor het onderhoud van de sporen en het beheer van het verkeer voor de RFF in het kader van een ad hoc-overeenkomst.
- 19 maart 1999, oprichting van de Conseil supérieur du service public ferroviaire (CSSPF); die als taak heeft te waken over de eenheid van de overheidsdienst en de samenwerking tussen de RFF en de SNCF.
- 15 maart 2003, opening van het Franse spoornet voor Franse en buitenlandse privébedrijven voor het vrachtvervoer. (decreet van 7 maart 2003)
- 17 februari 2004, voor het eerst krijgt een privébedrijf, een filiaal van de Eurotunnel, een licentie als spoorbedrijf.
- 13 juni 2005: eerste commerciële rit van een privégoederentrein van het bedrijf Connex die begint in Dugny. De trein loopt vertraging op door een demonstratie van de spoorwegvakbonden.
- 29 juni 2005: de minister van transport geeft een licentie voor personenvervoer aan het bedrijf Connex.
- 22 mei 2006: Dominique Perben, minister van transport, presenteert zijn plan voor de vernieuwing van het spoornet. Het doel is om het Franse spoornet te grondig vernieuwen en te verbeteren.
- 13 december 2009: andere bedrijven mogen officieel concurreren met de SNCF in het internationale personenvervoer en in de cabotage, de toepassing van de richtlijn D2007/58/CE. Maar geen enkel bedrijf betreedt de markt. Om het liberaliseringsproces te begeleiden komt er eind 2009 een reguleringsautoriteit, de Autorité de régulation des activités ferroviaires (ARAF).
- 1 januari 2015: de wet veranderingen op het spoor van 4 augustus 2014[18] regelt de hereniging van de SNCF en de RFF binnen één overheidsspoorgroep. Een moederbedrijf krijgt de strategische leiding over de groep en omvat twee dochterbedrijven:
  - SNCF Mobilités, belast met de exploitatie van personen- en goederenvervoer op het spoor.
  - SNCF Réseau, eigenaar en beheerder van het nationale spoornet.

## Ontwikkeling van het treinmaterieel

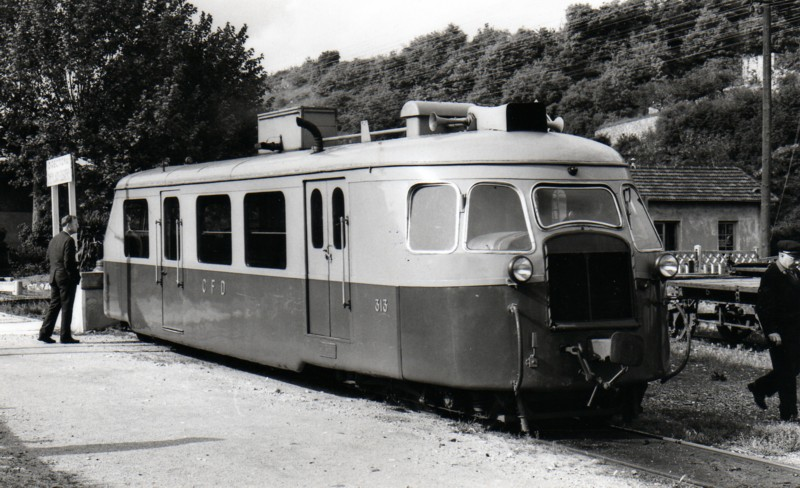
Een Billard-motorrijtuig

De eerste rijtuigen voor het personenvervoer waren de toen bekende postkoets koetswerken die gemonteerd werden op tweeassige spoorrijtuigen. Elk compartiment (koets) was alleen bereikbaar via een buitendeur. De conducteurs konden langs de trede buitenom langs de zijkant de hele trein bedienen. Voor de derde klas waren er ook openluchtrijtuigen met houten banken. (Er rijdt nog steeds een paar van die openluchtrijtuigen op de spoorlijn Villefranche-Vernet-les-Bains - Latour-de-Carol (in de volksmond de 'Gele trein'). In de zomerdienst en het is een officiële SNCF-trein). Gaandeweg werd het comfort verbeterd met verwarming, verlichting en toiletten. Rond het einde van de negentiende eeuw kwamen de eerste rijtuigen met draaistellen, met corridors en afgeschermde doorgangen tussen de rijtuigen, waarbij de hele trein toegankelijk werd voor de reiziger. Voor de langeafstandreizigers kwamen er ook slaaprijtuigen en restauratierijtuigen.
Al vanaf 1845 reden de Crampton stoomlocomotieven met 120 km/h in de reguliere dienst. De gemiddelde reissnelheid was een stuk lager daar er regelmatig gestopt moest worden en/of van locomotieven gewisseld moest worden. Stoomlocomotieven moeten regelmatig water bijtanken en ook brandstof in nemen. Stoomlocomotieven hebben moeite met grote snelheden: het aantal slagen per tijdseenheid is beperkt en de enige manier om de snelheid te vergroten is de drijfwielen groter te maken om meer afstand per omwenteling te maken. In tegenstelling tot een ontploffingsmotor vergroot het aantal slagen het motorvermogen niet. Dat is enkel afhankelijk van de hoeveelheid stoom die geleverd wordt. De treinsnelheden bleven dan ook voor lange tijd beperkt tot ongeveer 120/130 km/h voor de meeste spoorlijnen. Pas in de jaren zestig van de twintigste eeuw rijden sommige elektrische locomotieven in de reizigersdienst 160 km/h. In 1967 reed de TEE Capitol, als eerste Franse treindienst die toegelaten was voor 200 km/h, op de spoorlijn Parijs - Toulouse. In de jaren 1973-1974 bereikten de ETG turbotreinen op Parijs - Cherbourg 200 km/h.
Voor de komst van de hogesnelheidslijnen werd op sommige spoorlijnen zoals Parijs - Toulouse en Parijs - Bordeaux al 200 km/h gereden op het einde van de twintigste eeuw.
Al voor de Eerste Wereldoorlog kwamen de eerste experimentele motorrijtuigen voor de expliotatie op de minder drukke lijnen. Tussen de twee wereldoorlogen breidde het motorrijtuigenpark zich aanzienlijk uit. Behalve rond Parijs waren de meeste spoorlijnen toen niet elektrisch er werd bijna alleen met stoomtractie gereden. Heel typerend voor Frankrijk waren de michelines die op rubberen banden reden. Dit is geen succes geworden.
Naast de stoomtractie, elektrische tractie, diesel- en benzinemotoren, zijn er ook 'Élément à turbine à gaz', ETG-treinen. Die reden met gasturbines zoals bij vliegtuigen. Dit zijn lichtgewicht motoren die veel energie kunnen leveren, maar wel veel brandstof gebruiken. Er is overwogen om de hogesnelheidslijn niet te elektrificeren maar hogesnelheidstreinen met gasturbines te laten rijden. De klassieke getrokken treinen, locomotief met rijtuigen, worden grotendeels vervangen door treinstellen met vaste compositie. Sommige getrokken treinen rijden ook als trek-duwtrein met een stuurstandrijtuig. Vroeger werden doorgaande rijtuigen vaak ontkoppeld en gekoppeld aan verschillende treinen. Rijtuigen in een trein hadden soms veel verschillende bestemmingen. De vroeger veel voorkomende nachttreinen, ook voor binnenlands vervoer, zijn er nauwelijks meer.

## Sociale geschiedenis
Het bijzondere spoorwegstatuut 'statut cheminot' is al vanaf het begin van de spoorwegen ontstaan. De spoorwegexpertise werd in het begin geïmporteerd vanuit Engeland. De spoorberoepen bestonden nog niet op de arbeidsmarkt. De eerste spoorwegmaatschappijen hadden de behoefte om ervaren spoorwegwerkers aan zich te binden. Er waren nog geen beroepsscholen en de meeste spoorpersoneel leerde ter plaatse en soms onder begeleiding van Engelse en Belgische treinbestuurders. Regelmatig hadden de spoormaatschappijen financiële problemen en gingen soms failliet. Personeel had een grote behoefte aan zekerheid om te investeren in een onzeker beroep met een specifieke kennis waar ze nergens anders mee terecht konden. Als het economisch slecht konden de maatschappijen niet, zoals gebruikelijk in die tijd, het personeel inkrimpen om wanneer het weer beter ging het personeel weer aan te werven. Dan ging de investering in het kritisch verloren. Het spoorpersoneel kreeg een vaste aanstelling als garantie voor de toekomst. Deze commissie werd meestal verstrekt na een proefperiode van een paar maanden. Ook bij ziekte, ongeluk werd voor het personeel gezorgd en ook voor de familie werd gezorgd. Weduwen kregen een pensioen en vaak een baan bij de spoorwegen.
Vanaf 1850 begonnen de spoorwegmaatschappijen de eerste pensioenvoorzieningen op te zetten. In die tijd hadden alleen ambtenaren en militairen een pensioen. Dit verschilde per maatschappij en meestal werd een bijdrage gevraagd aan de werknemer. De pensioenleeftijd van 55 of 60 jaar was toen niets bijzonders daar de levensverwachting in die tijd ongeveer even groot was. De Compagnie du Nord was de eerste maatschappij die een pensioenleeftijd had van 50 jaar voor het zware beroep van machinist in de stoomtijd. Later volgden de andere maatschappijen. Er ontstond een sociale maatschappij in de spooremplacementen die grotendeels afgesloten was van de gewone maatschappij. Iedere spoormaatschappij ontwikkelde een eigen sterke bedrijfscultuur. In verband met de diensten over lange afstanden en de opleidingen overnachtten veel personeelsleden regelmatig buitenshuis in bedrijfstehuizen. De kinderen gingen meestal ook werken bij de spoorwegen. Er waren allerlei sociale clubs en de familie kon gratis reizen. De eisen van spoorwegen waren ook zwaar: Veel verantwoordelijkheid, discipline in een complexe werkorganisatie en 24 uur bedrijvigheid.
De vakbonden begonnen een rol te spelen omstreeks 1890. Een groot probleem was de grote willekeur van het toekennen van de voordelen. Werknemers konden toch nog ontslagen worden als de baas ken slecht gezind was. De verschillen in sociale voorwaarden tussen maatschappijen wilden de vakbonden gelijktrekken. Uiteraard naar een hoger niveau.
Met de versobering van de pensioenrechten en leeftijd in de rest van de Franse maatschappij, worden de bijzondere rechten en voordelen van het spoorwegpersoneel als onrechtvaardig ervaren. Zeker omdat het beroep van treinbestuurder geen zwaar beroep meer is zoals in het stoomtijdperk. Bij het spoorpersoneel zijn de vakbonden sterk aanwezig. Vaak gebruiken de vakbonden spoorstakingen als sociaal/politiek drukmiddel om de regering onder druk te zetten en grote protestbewegingen of algemene stakingen op te starten. Er zijn maar een paar stakers in kritische functies nodig om het hele treinverkeer stil te leggen. In 1985 en in 1995 waren er grote stakingen. In 1995 moest eerste minister Alain Juppé zijn sociale hervormingen terug trekken na een maand staking. De bevolking en de overheid werden regelmatige stakingen zo beu, dat in 2007 een wet werd ingevoerd die het stakingsrecht inperkt en een minimum treindienst oplegt die altijd gereden moet worden.
In 2018 wil hervormingsgezinde president Macron de spoorsector hervormen, na de hervorming van het arbeidsrecht in 2017, die zonder al te veel sociale onrust, is doorgevoerd. In zijn voorstel wordt het 'status cheminot' afgeschaft voor alle nieuwe aanwervingen in de spoorsector. Hiertegen is roulerende staking georganiseerd van 2 dagen na 3 dagen normaal dienstregeling, voor drie maanden.

## Ontwikkeling van het elektrische spoor in Frankrijk

gelijkspanning
wisselspanning
HSL

De eerste elektrische spoorverbinding kwam in november 1893 tot stand op aandrang van ingenieur Auvert van de PLM (de spoorwegmaatschappij Parijs-Lyon en Parijs-Middellandse Zee). Het waren kolentreinen op een lijn van 2,8 km tussen de tunnels van Montmartre (372 m) en La Béraudière (200 m), allebei in Saint-Étienne. Saint-Étienne stond ook al aan de wieg van de Franse spoorwegen met de eerste lijn van Saint-Étienne naar Andrézieux. De exploitatie duurde van 1894 tot 1897. De locomotief werd gevoed door een derde rail met 360 V. Een dynamo, aangedreven door de stoomketel van een 'Crampton'-machine die op een vaste plek stond, leverde de stroom.
De elektrificatie van de spoorwegen in Frankrijk begon pas echt rond 1900. De Paris-Orléans (PO) en de compagnie de l'Ouest (Ouest-État) kozen voor een gelijkspanning van 600/650 V, gevoed door een derde rail, bij het elektrificeren van de lijnen van de Parijse buitensteden. Daar kozen ze voor vanwege de voordelen van de gelijkstroommotor. Aan de ene kant kan een gelijkstroommotor op lage snelheid een groot koppel te ontwikkelen, wat nodig is om een trein op gang te krijgen, aan de andere kant kun je eenvoudig de draaisnelheid veranderen en daarmee de snelheid van de locomotief. De trekkracht werd echter beperkt door de keuze voor een relatief lage spanning (tot 700 V in de eerste jaren).

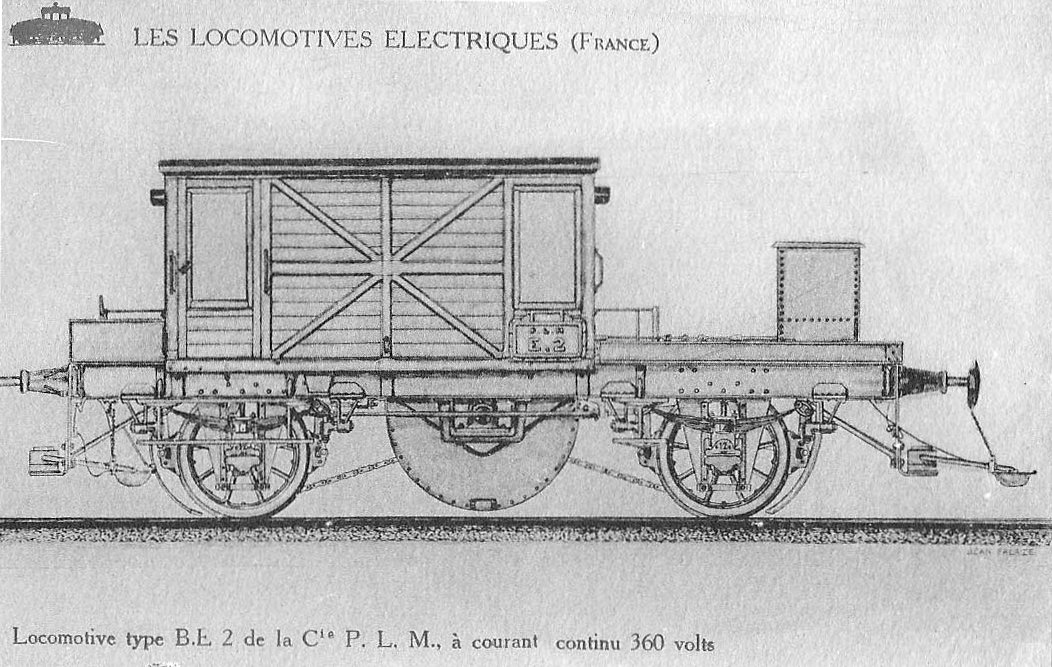
Eerste regelmatige elektrische verbinding in Frankrijk (buiten stadsvervoer) in Saint-Étienne in 1894, derde spoor 360 V.
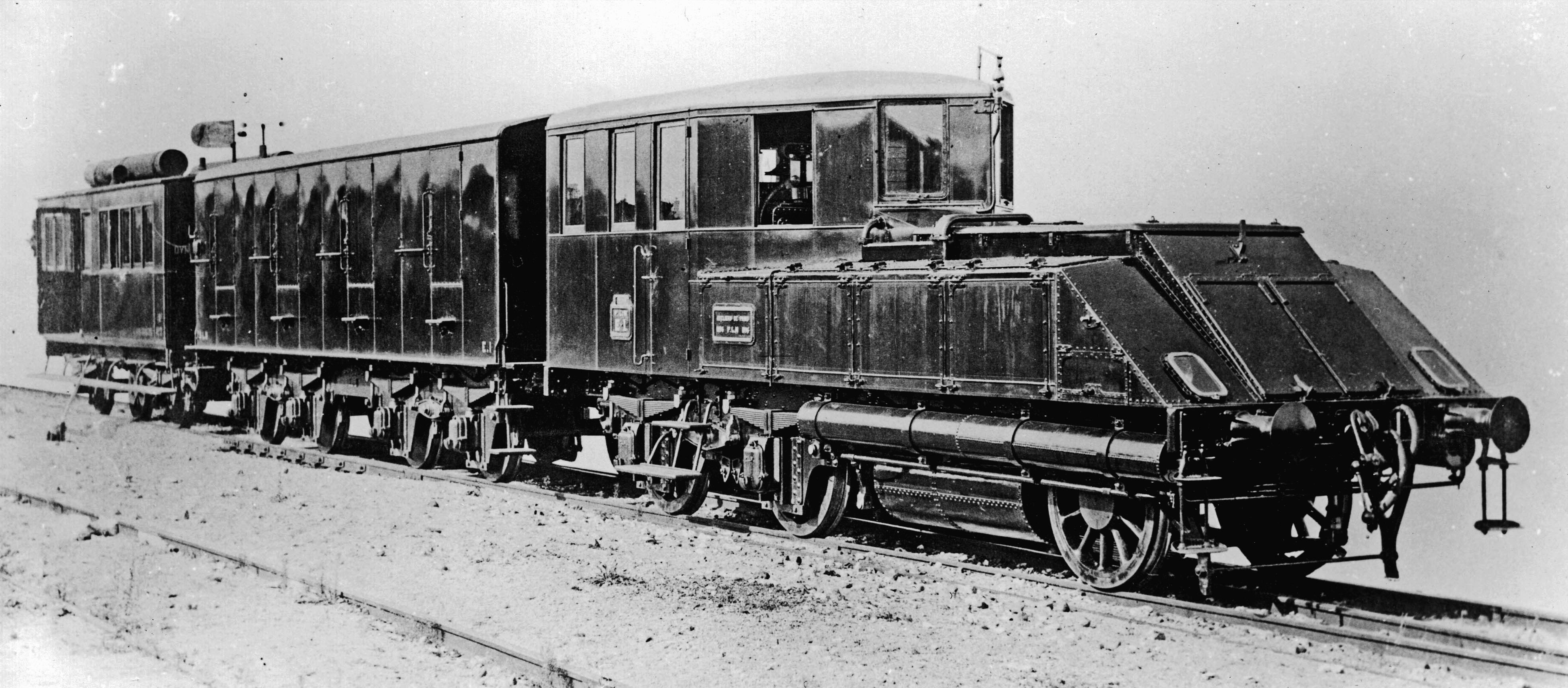
prototype van de snelle elektrische locomotief 1Bo van de PLM, gevoed door 360 V door accu's 1896-1905.
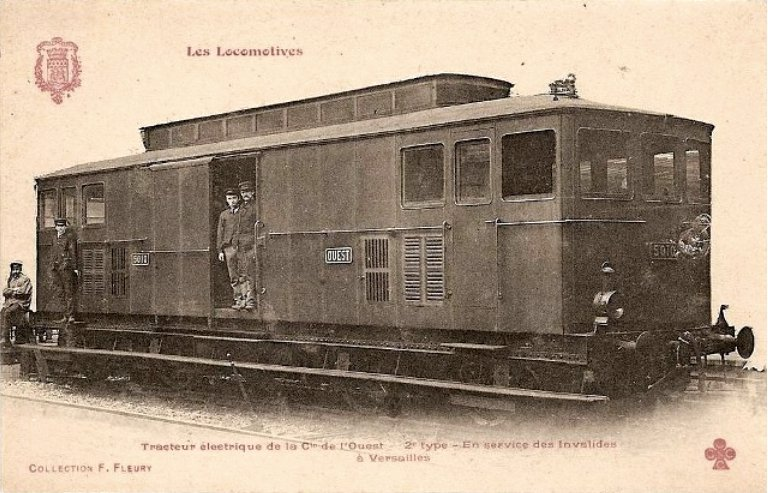
Locomotor 5000, gevoed door 650 V door een derde rail op de ligne des Invalides.
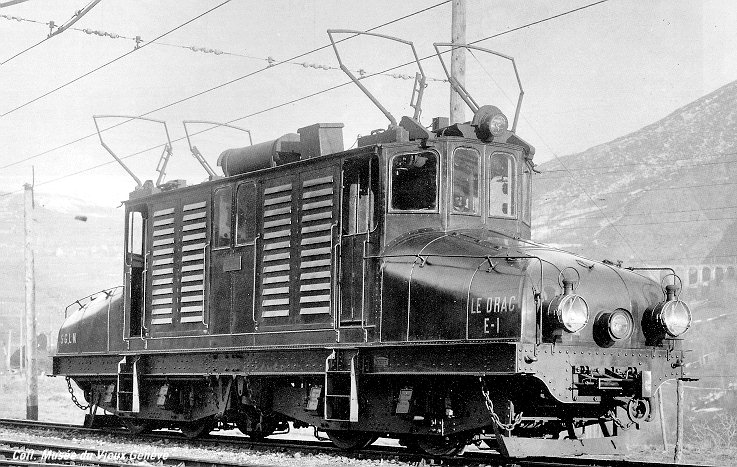
Locomotief E1 van de chemin de fer de la Mure, 1903, gevoed door twee bovenleidingen met + en – 1200 V.
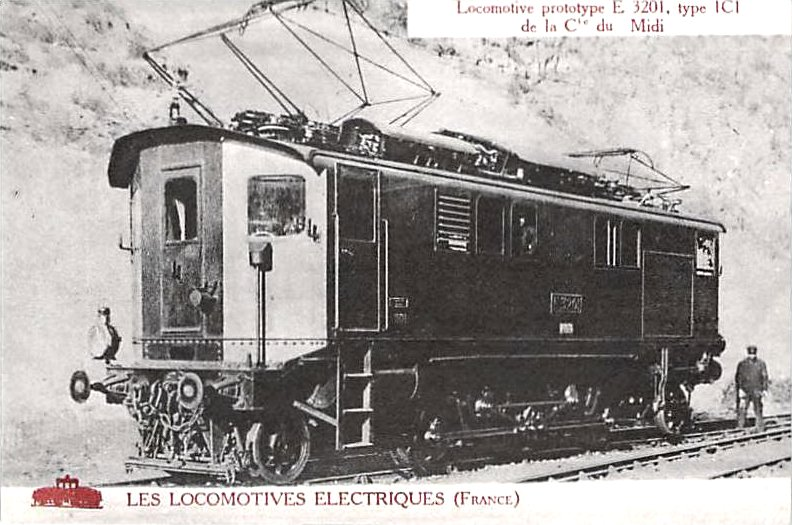
1C1 E 3201 van de Midi, 1912, bovenleiding 12 kV 162⁄3 Hz van de lijn ligne de Perpignan à Villefranche.

In 1908 koos de compagnie du Midi ervoor op zijn lijnen in de Pyreneeën over te schakelen op elektriciteit met 12 kV wisselspanning en een frequentie van 162⁄3 Hz. Deze maatschappij beschikte waterkrachtcentrales in de Pyreneeën voor de levering van elektriciteit.
In 1920 besloot de overheid een gelijkspanning van 1500 V voor te schrijven op alle trajecten waarop elektriciteit werd aangelegd om zo een 'balkanisering' van het net te voorkomen.
Zwitserland, dat rijk was aan witte steenkool (waterkrachtcentrales) en waar bedrijven stonden die zowel treinen als elektromotoren bouwden, koos voor krachtstroommotoren (industriële motoren) op de Simplon-lijn. Ze wilden liever geen gelijkstroom gebruiken vanwege de zwakke spanning en het hoge ampèrage dat daarbij nodig is. Ook vereist gelijkstroom een regelweerstand, die lastig te installeren is. Eerst probeerden ze krachtstroom, maar dat was lastig toe te passen en niet soepel (vaste rijstanden. Daarom kozen ze, vanwege de technische beperkingen van dat moment, voor gewone wisselstroom. Maar dat levert een ander probleem op. Hoe hoger de frequentie van de wisselstroom is, hoe vaker de stroom van richting verandert. Dit verhoogt het risico op flitsen, wat funest is voor een motor die op gang moet komen. Bij een frequentie van 50 Hz die in de industrie gebruikt wordt, verandert de stroom 100 keer per seconde van richting. Ze kwamen erachter dat een frequentie van ongeveer 15 Hz geschikt was voor motoren die rechtstreeks door een regulator worden gevoed. Ze kozen voor 162⁄3 Hz omdat dat een derde is van 50 Hz, de frequentie van het opkomende industriële net. Om de energie te produceren, werden speciale generatoren gebruikt in elektriciteitscentrales van het privé-elektriciteitsnet van de spoorwegmaatschappijen of maakten ze gebruik van transformatoren die 50 Hz in 162⁄3 Hz omzetten. Eerst kozen ze 10 tot 12 kV als spanning, afhankelijk van de maatschappij. Later werd dit verhoogd naar 15 kV om de benodigde kracht te kunnen leveren. Zo startte het net van de Compagnie du Midi, rijk aan witte steenkool, een ambitieus programma om over te schakelen op elektriciteit van 12 000 V op 162⁄3 Hz. Perpignan-Villefranche was de eerste elektrische lijn met bovenleiding en tot 1984 de enige die niet op 1500 V gelijkstroom overschakelde.
Door de Eerste Wereldoorlog liepen de werkzaamheden vertraging op en werd deze spanning maar op een paar lijnen gebruikt. Een richtlijn van de Franse overheid schreef aan alle maatschappijen 1500 V gelijkspanning voor, naar aanleiding van een studie in de Verenigde Staten (waar een anarchie heerste in de elektrificatiesystemen). Als het nodig was, kon dit naar 3000 V worden omgezet. In Marokko en Algerije werd 3000 V voorgeschreven om de onderstations verder uit elkaar te kunnen leggen. Het systeem op 162⁄3 Hz was met de technische kennis van toen inderdaad een goed systeem, beter dan gelijkstroom, maar om dat in te voeren hadden ze het exploitatiesysteem moeten aanpassen en de goederentreinen lichter moeten maken. Bovendien wilde het leger om strategische redenen niet dezelfde spanning als in Duitsland. Het duurde tot de jaren 1950 voor de minister van defensie zijn veto introk tegen de elektrificatie van de industriële regio's in Noordoost-Frankrijk. En dan nog is de lijn van Parijs naar Belfort, als enige grote lijn vanaf Parijs, nooit helemaal geëlektrificeerd.
Ondanks onbevredigende pogingen om bij de Hollenthal-lijn 20 kV en 50 Hz te gebruiken, hadden de Duitse bestuurders van dat moment het plan om 25 kV en 50 Hz te gebruiken. Dat werkte in Frankrijk en Luxemburg goed, maar de Beierse tak van de DB weigerde dat om in heel Duitsland hetzelfde systeem te houden.

## Anekdotes
Professor Dionysius Lardner verklaarde in 1830: “Het is onmogelijk op hoge snelheid over het spoor te reizen omdat de passagiers dan geen adem kunnen halen en zullen stikken.”
François Arago, Franse wetenschapper en politicus, uitte zijn twijfels op 14 juni 1836 in een toespraak bij het stemmen over de wet over de spoorweg van Parijs naar Versailles. Volgens hem zouden de bruuske veranderingen van temperatuur en geluid gevolgen hebben voor het lichaam wanneer de trein door een tunnel rijdt: “Ik verklaar zonder aarzeling dat passagiers bij het rijden door deze tunnel door transpiratie onwel zullen worden en dat ze longontstekingen, borstvliesontstekingen en slijmvliesontstekingen zullen krijgen.”
In 1920 viel president Paul Deschanel, toen hij met de trein naar Montbrison (Loire) reed, niet ver van Montargis uit de trein. Deze anekdote is terug te vinden op de pagina over Deschanel.